# Pritha ampulla
Pritha ampulla är en spindelart som beskrevs av Wang 1987. Pritha ampulla ingår i släktet Pritha och familjen Filistatidae. Inga underarter finns listade i Catalogue of Life.